# Даулетбеков Азамат Нурбекули
Азамат Нурбекули Даулетбеков (каз. Азамат Нұрбекұлы Даулетбеков; нар. 15 березня 1994, Семей, Східноказахстанська область) — казахський борець вільного стилю, дворазовий бронзовий призер чемпіонатів Азії, триразовий чемпіон, срібний та бронзовий призер чемпіонатів Азії, учасник Олімпійських ігор.

## Життєпис
Боротьбою почав займатися з 2007 року. У 2011 році став бронзовим призером чемпіонату світу серед кадетів та срібним призером чемпіонату Азії серед кадетів. У 2013 році здобув срібну медаль чемпіонату Азії серед юніорів. Наступного року такого ж результату досяг на чемпіонаті світу серед юніорів. У 2017 році став срібним призером чемпіонату світу серед молоді.
З 2014 року тренується під керівництвом Адлета Мусіна.
У 2016 році на чемпіонаті Казахстану, який Даулетбеков виграв, у нього в аналізах виявили заборонений анаболік дростанолон. За порушення антидопінгового законодавства його було дискваліфіковано на рік з 10 лютого 2016 року до 10 лютого 2017 року. Тренера борця Адлета Мусіна, який зізнався, що сам колов заборонений препарат своєму підопічному без його відома, було дискваліфіковано на 4 роки. Через дискваліфікацію Азамат Даулетбеков не зміг потрапити на Олімпіаду в Ріо-де-Жанейро. Після цього спортсмен потрапив ще до одного скандалу через те, що під час дискваліфікації взяв участь в VII Міжнародному турнірі з вільної боротьби на призи Юсупа Абдусаламова в Дагестані, який він виграв, під вигаданим ім'ям.
Після закінчення терміну дискваліфікації Азамат Даулетбеков здобув срібну медаль чемпіонату Азії серед дорослих, а наступного року на цих же змаганнях став бронзовим призером.

## Спортивні результати на міжнародних змаганнях

### Виступи на Олімпіадах
| Змагання                    | Збірна    | Вагова категорія          | Місце |
| --------------------------- | --------- | ------------------------- | ----- |
| Літні Олімпійські ігри 2024 | Казахстан | вільна боротьба, до 86 кг | 11    |

### Виступи на Чемпіонатах світу
| Змагання                        | Збірна    | Вагова категорія          | Місце  |
| ------------------------------- | --------- | ------------------------- | ------ |
| Чемпіонат світу з боротьби 2017 | Казахстан | вільна боротьба, до 86 кг | 19     |
| Чемпіонат світу з боротьби 2021 | Казахстан | вільна боротьба, до 86 кг | 5      |
| Чемпіонат світу з боротьби 2022 | Казахстан | вільна боротьба, до 86 кг | Бронза |
| Чемпіонат світу з боротьби 2023 | Казахстан | вільна боротьба, до 86 кг | Бронза |

### Виступи на Чемпіонатах Азії
| Змагання                       | Збірна    | Вагова категорія          | Місце  |
| ------------------------------ | --------- | ------------------------- | ------ |
| Чемпіонат Азії з боротьби 2015 | Казахстан | вільна боротьба, до 86 кг | 5      |
| Чемпіонат Азії з боротьби 2017 | Казахстан | вільна боротьба, до 86 кг | Срібло |
| Чемпіонат Азії з боротьби 2018 | Казахстан | вільна боротьба, до 86 кг | Бронза |
| Чемпіонат Азії з боротьби 2020 | Казахстан | вільна боротьба, до 86 кг | 5      |
| Чемпіонат Азії з боротьби 2022 | Казахстан | вільна боротьба, до 86 кг | Золото |
| Чемпіонат Азії з боротьби 2023 | Казахстан | вільна боротьба, до 86 кг | Золото |
| Чемпіонат Азії з боротьби 2024 | Казахстан | вільна боротьба, до 86 кг | Золото |

### Виступи на Азійських іграх
| Змагання           | Збірна    | Вагова категорія          | Місце |
| ------------------ | --------- | ------------------------- | ----- |
| Азійські ігри 2022 | Казахстан | вільна боротьба, до 86 кг | 8     |

### Виступи на Кубках світу
| Змагання                    | Збірна    | Вагова категорія | Місце  |
| --------------------------- | --------- | ---------------- | ------ |
| Кубок світу з боротьби 2022 | Казахстан | команда          | Бронза |

### Виступи на інших змаганнях
| Змагання                                                      | Збірна    | Вагова категорія          | Місце  |
| ------------------------------------------------------------- | --------- | ------------------------- | ------ |
| Турнір Алі Алієва 2015                                        | Казахстан | вільна боротьба, до 86 кг | #Н/Д   |
| Кубок Президента Казахстану з боротьби 2015                   | Казахстан | вільна боротьба, до 86 кг | Золото |
| Інтерконтинентальний кубок з боротьби 2015                    | Казахстан | вільна боротьба, до 86 кг | 8      |
| Турнір Дана Колова — Николи Петрова 2017                      | Казахстан | вільна боротьба, до 86 кг | 7      |
| Меморіал Вацлава Циолковського 2017                           | Казахстан | вільна боротьба, до 86 кг | Бронза |
| Турнір Г. Картозія і В. Балавадзе 2018                        | Казахстан | вільна боротьба, до 86 кг | 19     |
| Відкритий чемпіонат Польщі з боротьби 2018                    | Казахстан | вільна боротьба, до 86 кг | 5      |
| Міжнародний турнір Дінмухамеда Кунаєва 2018                   | Казахстан | вільна боротьба, до 86 кг | Бронза |
| Турнір Дана Колова — Николи Петрова 2019                      | Казахстан | вільна боротьба, до 86 кг | 5      |
| Турнір міста Сассарі з боротьби 2019                          | Казахстан | вільна боротьба, до 86 кг | Срібло |
| Меморіал Вацлава Циолковського 2019                           | Казахстан | вільна боротьба, до 86 кг | 13     |
| Інтерконтинентальний кубок з боротьби 2019                    | Казахстан | вільна боротьба, до 86 кг | Золото |
| Міжнародний турнір Дінмухамеда Кунаєва 2019                   | Казахстан | вільна боротьба, до 86 кг | Срібло |
| Меморіал Маттео Пелліконе 2021                                | Казахстан | вільна боротьба, до 86 кг | 9      |
| Азійський олімпійський кваліфікаційний турнір з боротьби 2021 | Казахстан | вільна боротьба, до 86 кг | Бронза |
| Світовий олімпійський кваліфікаційний турнір з боротьби 2021  | Казахстан | вільна боротьба, до 86 кг | 7      |
| Гран-прі «Іван Яригін» 2022                                   | Казахстан | вільна боротьба, до 86 кг | 10     |
| Меморіал Болата Турлиханова 2022                              | Казахстан | вільна боротьба, до 86 кг | 5      |
| Турнір Зухає Сгає 2022                                        | Казахстан | вільна боротьба, до 86 кг | Золото |
| Міжнародний турнір Дінмухамеда Кунаєва 2022                   | Казахстан | вільна боротьба, до 86 кг | Золото |
| Турнір К. У. Кожомкула і Р. Санатбаєва 2023                   | Казахстан | вільна боротьба, до 86 кг | Бронза |
| Відкритий чемпіонат Загреба з боротьби 2024                   | Казахстан | вільна боротьба, до 86 кг | Срібло |
| Меморіал Імре Поляка та Яноша Варги 2024                      | Казахстан | вільна боротьба, до 86 кг | 5      |

### Виступи на змаганнях молодших вікових груп
| Змагання                                      | Збірна    | Вагова категорія          | Місце  |
| --------------------------------------------- | --------- | ------------------------- | ------ |
| Чемпіонат Азії з боротьби серед кадетів 2011  | Казахстан | вільна боротьба, до 69 кг | Срібло |
| Чемпіонат світу з боротьби серед кадетів 2011 | Казахстан | вільна боротьба, до 69 кг | Бронза |
| Кубок Фрейденфельдса серед юніорів 2013       | Казахстан | вільна боротьба, до 84 кг | Золото |
| Чемпіонат Азії з боротьби серед юніорів 2013  | Казахстан | вільна боротьба, до 84 кг | Срібло |
| Чемпіонат світу з боротьби серед юніорів 2014 | Казахстан | вільна боротьба, до 84 кг | Срібло |
| Чемпіонат світу з боротьби серед молоді 2017  | Казахстан | вільна боротьба, до 86 кг | Срібло |